# Обсерватория Туорла
Обсерватория Туорла — астрономическая обсерватория в Финляндии, расположенная в одноименном посёлке, вошедшем в 2009 году в состав города Каарина в 12 км от Турку. Является исследовательским центром обсерватории Турку и входит в состав астрономического факультета университета Турку. Около 40 сотрудников и студентов.
На территории обсерватории работает также компания Opteon являющаяся одной из ведущих мировых компаний, которые изготавливают специализированную оптику. Фирма отполировала в том числе самое крупное зеркало космического телескопа: главное зеркало космической обсерватории Гершель, диаметром 3,5 м было отполировано в мастерской обсерватории.
На территории обсерватории работает с 2008 года планетарий.

## Руководители обсерватории
- 1952—1971 — Вяйсяля, Ирьё — основатель обсерватории.
- 1971—1978 — Лииси Отерма
- 1978—1980 — fi:Vilppu Piirola
- 1980—2002 — fi:Mauri Valtonen
- с 2002 года — fi:Esko Valtaoja

## История обсерватории
Обсерватория была основана в 1952 году профессором Ирьё Вяйсяля. Новая обсерватория была нужна, так как старая Обсерватория Турку в результате роста города оказалась в зоне сильной засветки. Сейчас старая обсерватория предоставлена в пользование любителям.
Первая часть обсерватории включает в себя главное здание и 51-метровый горизонтальный туннель в скале для оптических измерений полируемых зеркал. Второй туннель — вертикальная шахта, отходящая от середины горизонтального туннеля и проходящая по центру главной башни. В её основании расположен полировальный станок, обрабатывающий с помощью компьютера самые большие зеркала. Такое расположение юстировочной шахты позволяет контролировать форму зеркала, не снимая его с места.
С 1974 по 1991 года обсерватория была частью физического факультета, пока снова не стала независимым научно-исследовательским учреждением. В 2009 году обсерватория снова воссоединилась с физическим факультетом университета Турку. С октября 2008 года на территории обсерватории в помещении старой полировальной мастерской работает планетарий. На базе обсерватории работает Opteon Oy — фирма-производитель специализированной оптики. С начала 2010 года обсерватория является центром финского филиала Европейского Космического агентства (ESO).

## Инструменты обсерватории
- 1,03 м рефлектор Dall-Kirkham — самый большой оптический телескоп в Финляндии.
- 2-м радиотелескоп
- 0.7-м Шмидт телескоп
- 0.6-м рефлектор (после 1971 года)
- В совместной международной эксплуатации находится Nordic Optical Telescope
- Зенит-телескоп

## Отделы обсерватории
- Оптическая лаборатория

## Направления исследований
- Геодезия
- Активные ядра галактик
- Темная материя
- Космология
- Астродинамика
- Двойные звезды
- Окрестности Солнца
- Физика Солнца
- Астробиология
- Наблюдения малых планет
- Небесная механика

## Основные достижения
- Расчёт массы черной дыры в центре квазара OJ 287
- Участие в создании наземного гамма-телескопа en:MAGIC (telescope)

## Известные сотрудники
- en:Seppo Mikkola
- en:Hilkka Rantaseppä-Helenius — женщина-астроном
- fi:Hannu Karttunen
- fi:Leena Tähtinen
- fi:Tapio Korhonen

## Интересные факты
- В честь обсерватории назван астероид en:1425 Tuorla
- Лийси Отерма — первая финская женщина, получившая докторскую степень в области астрономии в Финляндии.